# Datsun DA
Datsun DA är en personbil som introducerades 1947 av den japanska biltillverkaren Nissan Motor Co. Ltd. Den ersattes 1950 av den uppdaterade Datsun DS som tillverkades fram till 1954.

## Datsun DA/DS

### Datsun DA
Efter Japans nederlag i andra världskriget var all biltillverkning förbjuden av ockupationsmakterna. Hösten 1946 lättades restriktionerna och Nissan tog upp tillverkningen av en lätt lastbil baserad på förkrigsmodellen Datsun 17T. Ett år senare kom personbilen Datsun DA, i princip en lastbil med fyra sittplatser. Datsun DA var en mycket enkel bil som hämtade tekniken från Datsuns förkrigskonstruktioner.

### Datsun DS
1950 ersattes DA-modellen av Datsun DS som hade fått lite mer ombonad interiör och lite starkare motor.
1951 fick DS-modellen ny kaross, inspirerad av Jeep.
Redan 1952 kom åter en ny kaross, nu med fyra dörrar och självmordsdörrar fram.
Sista utvecklingen, kallad Datsun Convar kom 1954. Bilen hade återigen ny kaross, nu med rätthängda dörrar även fram. Convar hade en större motor och tillverkades bara under ett år innan den ersattes av Datsun 110.

## Datsun DB
1948 presenterades den mer ombonade Datsun DB, även kallad Datsun DeLuxe. Bilen hade en egen kaross, en oblyg kopia av den amerikanska småbilen Crosley. Under skalet delade den teknik med den enklare DA-modellen. 1949 fick bilen en ny front för att skilja den från Crosley.
1951 fick DB-modellen ny kaross med fyra dörrar och lite längre hjulbas för bättre utrymmen. 1953 fick bilen en större motor. Året därpå kom en fyrväxlad växellåda.

## Datsun DC-3
1952 tillkom sportversionen Datsun DC-3 med öppen roadsterkaross. Endast 50 bilar tillverkades.

## Motor
| Modell   | Årsmodell | Motor             | Cylindervolym | Effekt   | Bränslesystem   |
| -------- | --------- | ----------------- | ------------- | -------- | --------------- |
| DA/DB/DS | 1947-51   | 4-cyl radmotor sv | 722 cm³       | 16-20 hk | Enkel förgasare |
| DB/DC/DS | 1952-54   | 4-cyl radmotor sv | 860 cm³       | 25 hk    | Enkel förgasare |